# Pseudoterpna
Genre
Pseudoterpna est un genre de lépidoptères (papillons) de la famille des Geometridae, de la sous-famille des Geometrinae.

## Liste des espèces
Selon BioLib (22 janvier 2022) :
- Pseudoterpna coronillaria (Hübner, 1817)
- Pseudoterpna corsicaria (Rambur, 1833)
- Pseudoterpna lesuraria Lucas, 1933
- Pseudoterpna pruinata (Hufnagel, 1767)
- Pseudoterpna rectistrigaria Wiltshire, 1948
- Pseudoterpna simplex Alphéraky, 1892

En Europe, ce genre comprend les espèces :
- Pseudoterpna coronillaria
- Pseudoterpna corsicaria
- Pseudoterpna pruinata
- Pseudoterpna rectistrigaria